# یانزی
یانزی (Yanzi): به این نکته باید توجه خاص مبذول داشت که کاسیان لقب سلطنتی یانزی را بسیار به کار می‌برند. این لقب را نه تنها کاسیان، به کار می‌برند بلکه در خاک نامار و همسایه آن بیت همبان و ناحیه آلابری در جنوب دریاچه‌اورمیه و ناحیه خوبوشکیه در دره رود بختان نیز متداول بوده آست.

## پیشینه تاریخی
بدین طریق معلوم می‌گردد که اصطلاح یانزی در مورد پیشوا یا پادشاه ظاهرا نه فقط میان کاسیان شیوع داشته بلکه نزد کوتیان نیز متداول بوده‌است. آیا این پدیده از قرابت زبانی ایشان حکایت می‌کند؟ البته ممکن است که چنین اصطلاحی را کوتیان از کاسیان یا کاسیان از کوتیان به وام گرفته باشند ولی در عین حال این احتمال نیز وجود دارد که دو گروه قومی مزبور - کاسی و کوتی- از لحاظ زبان تا حدی قرابت داشته‌اند. پسوند -ش و آش- را که خاص زبان کاسی است با پسوند -اوش و یش- که ویژه زبان کوتی است مقایسه کنید.

## سلطنت
شلمانصر سوم او را به فرمان‌روایی برگزید اما در سال ۸۳۴ (پیش از میلاد) یانزی از اطاعت آشور سر باز زد و باعث شورش واعزام نیروهای شلمانصر به ماد گردید.

## نبرد با آشور
نیروی آشوری از شمال شرقی از روی گردنه خاشمار به نامار وارد شد. پس از ازبین رفتن دژهای نامار و به‌دست آوردن ثروت آن‌ها را به کوه بردند کار چپاول را به سرعت انجام دادند و زمان کافی برای عملیات بیشتر در خلل همین نبرد تأمین شد.
آشورها به سرزمین ماد برای غارت حرکت کردند که یانزی می‌بایست در آنجا گریخته باشد بنابراین بهانه برای یورش ایجاد شده‌بود.
شلمانصر سوم موقع ورود خود به پارسوا، ناگهان خود را در محدوده‌های ایران باستان پیدا کرد. آشوریان پس از عبور از کوه‌ها در جهت سرزمین پست دریاچه ارومیه وارد ایالت مسی در سرچشمه‌های رود جغتو شدند و از آنجا بدون فرود به دره ان، کوه‌ها را به سوی شرق درنوردیدند و وارد سرزمین ماد شدند که نخستین بار در منابع آشوری با نام «امادای» ذکر شده‌است. سپس سپاه از نواحی آرازیاش و خارخار در بخش علیای حوضه سفید رود گذر کردند.
آشوریان تعدادی را به اسیری بردند و خود را به عنوان پادشاهان و اربابان آنجا تصور می‌کردند در خاخار تصویر پادشاهشان را کنده‌کاری کردند سپس آنجا را ترک، و اسرای یانزی را باخود بردند ولی در ماد مستقر نشدند.